# Champaflon
Le Champaflon ou Champflon est un ruisseau du canton de Vaud, entièrement situé sur la commune de Bourg-en-Lavaux en Suisse.

## Hydronymie
Le nom du Champaflon n'est que partiellement connu. Champ évoque probablement un lieu-dit. La deuxième partie est plus connue. Elle tire son origine de la même racine que le Flon qui coule à Lausanne ainsi que de nombreux autres ruisseaux dans Lavaux. En effet, Flon vient du latin flumen ou fluminis qui signifie fleuve et a donné au Moyen Âge, par extension, cours d'eau.

## Géographie
Le Champaflon prend sa source à 742 m d'altitude au lieu-dit La Barraude dans les hauts du village de Grandvaux. De là il descend sur la Tioleyre où il est canalisé dans un souterrain jusqu'au crêt Leyron. Il passe dans un petit bois avant d'être à nouveau canalisé pour passer sous l'autoroute A9 et la ligne du Plateau suisse. Il poursuit sa descente jusqu'au Boitel où il est souterrain pour la dernière fois avant de resurgir pour continuer sa descente dans un petit vallon entre les vignes de Lavaux. Il reçoit alors un petit ruisseau sans nom sur sa rive gauche avant d'arriver juste à l'ouest de Riex. Il descend alors tout droit sur Cully pour passer sous la route cantonale 780a et la ligne du Simplon avant de venir se jeter dans le lac Léman.

## Histoire
Le Champaflon a subi plusieurs aménagements au fil des années, et notamment durant les XIXe et XXe siècles. En 1936, la ligne du Simplon est aménagée et le passage à niveau qui enjambe le Champaflon est supprimé.

## Faune
En 2012, l'inspection de la pêche du canton de Vaud ne relève la capture d'aucun poisson dans ce ruisseau.